# Vágó József (közgazdász)
Vágó József, született Weisz (Óbuda, 1877. január 21. – Budapest, 1948. szeptember 9.) magyar közgazdasági író, újságíró. Vágó Márta apja.

## Élete
Weisz Mór miskolci születésű kereskedő és Holländer Janka (1852–1901) fia. 1897 és 1920 között a Budapesti Kereskedelmi és Iparkamara tisztviselője, utóbb titkára. 1912-ben a kezdeményezésére alakult meg a Magyar Vámpolitikai Központ. 1920-ban nyugalomba vonult, majd éveken át a Pester Lloyd közgazdasági rovatát szerkesztette. 1940 és 1946 között a Magyar Gazdaságkutató Intézet ügyvezető igazgatója volt. Több éven át megjelentette a Die Volkswirtschaft Ungarns című közgazdasági évkönyvet.

## Magánélete
Felesége Schermann Vilma (1875–1944) volt, dr. Schermann Adolf, Budapest tiszti főorvosa és Schmalbach Leontin lánya, akivel 1902. szeptember 16-án Budapesten, az Erzsébetvárosban kötött házasságot. Házastársa a holokauszt áldozata lett. Sógora Gerő Károly színműíró volt. 

## Művei
- Emlékirat az autonóm vámtarifa revíziója tárgyában (I – II., Budapest, 1916–1917)
- Drágaság, infláció, kivitel (Budapest, 1923)